# Statistiky hráčů Oakland Seals (1967/1968)
Statistiky hráčů Oakland Seals v sezoně 1967/1968:

## Brankáři
| Jméno         | Z  | V  | P  | R  | MIN  | OG  | ČK | POG  |
| ------------- | -- | -- | -- | -- | ---- | --- | -- | ---- |
| Charlie Hodge | 58 | 13 | 29 | 13 | 3311 | 158 | 3  | 8.40 |
| Gary Smith    | 21 | 2  | 13 | 4  | 1129 | 60  | 1  | 2.20 |

## Obránci
| Hráč           | post | Z  | G | A  | B  | TM |
| -------------- | ---- | -- | - | -- | -- | -- |
| Bob Baun       | D    | 67 | 3 | 10 | 13 | 81 |
| Larry Cahan    | D    | 74 | 9 | 15 | 24 | 80 |
| Kent Douglas   | D    | 40 | 4 | 11 | 15 | 80 |
| Aut Erickson   | D    | 65 | 4 | 11 | 15 | 46 |
| Ron Harris     | D    | 54 | 4 | 6  | 10 | 60 |
| Bob Lemieux    | D    | 19 | 0 | 1  | 1  | 12 |
| Bert Marshall  | D    | 20 | 0 | 4  | 4  | 18 |
| Gerri Odrowski | D    | 42 | 4 | 6  | 10 | 10 |
| Tracy Pratt    | D    | 34 | 0 | 5  | 5  | 90 |
| Tom Thurlby    | D    | 20 | 1 | 1  | 2  | 4  |

## Útočníci

### Levá křídla
| Hráč           | post | Z  | G  | A  | B  | TM |
| -------------- | ---- | -- | -- | -- | -- | -- |
| Ron Boehm      | LW   | 16 | 2  | 1  | 3  | 10 |
| Wally Boyer    | LW   | 74 | 13 | 20 | 33 | 44 |
| John Brenneman | LW   | 31 | 10 | 8  | 18 | 14 |
| Charlie Burns  | LW   | 73 | 9  | 26 | 35 | 20 |
| Jean Cusson    | LW   | 2  | 0  | 0  | 0  | 0  |

### Centři
| Hráč          | post | Z  | G  | A  | B  | TM |
| ------------- | ---- | -- | -- | -- | -- | -- |
| Ted Hampson   | C    | 34 | 8  | 19 | 27 | 4  |
| Billy Harris  | C    | 62 | 12 | 17 | 29 | 2  |
| Mike Laughton | C    | 35 | 2  | 6  | 8  | 38 |
| Larry Popein  | C    | 47 | 5  | 14 | 19 | 12 |
| Joe Szura     | C    | 20 | 1  | 3  | 4  | 10 |

### Pravá křídla
| Hráč             | post | Z  | G  | A  | B  | TM |
| ---------------- | ---- | -- | -- | -- | -- | -- |
| Alain Caron      | RW   | 58 | 9  | 13 | 22 | 18 |
| Terry Clancy     | RW   | 7  | 0  | 0  | 0  | 2  |
| Gerry Ehman      | RW   | 73 | 19 | 25 | 44 | 20 |
| Bill Hicke       | RW   | 52 | 21 | 19 | 40 | 32 |
| George Swarbrick | RW   | 49 | 13 | 5  | 18 | 62 |